# 白雅燦
白雅燦（1945年1月8日—），生於日治台灣臺中州彰化郡花壇，政治人物。在台灣白色恐怖時期，曾因在選舉中抨擊蔣經國，被捕判刑，成為政治犯。

## 生平
其父親是小學校長，母親為小學教師，白雅燦為家中長子。畢業於國立政治大學法律系，畢業後服預官役，在陸軍擔任軍法官。退伍後，曾經於1969年的立法委員選舉中為黨外人士黃信介等助選而坐牢120天；1971年白雅燦曾經短暫被捕，之後也不斷替黨外人士助選。之後擔任培元中學三民主義科教師。
1975年10月，白雅燦宣佈參選當年度中央民意代表增額選舉。11月9日，蔣經國函電宋美齡：「下月將舉行增額立委選舉事事有待處理兒必將全力以赴敬請大人保重敬請福安兒」競選期間，於西門町發放傳單，內容質疑行政院長蔣經國二十九大問題，其中包括「蔣孝勇違背教育部法令轉學台灣大學政治系」、「蔣介石遺產稅繳納問題」、「要求蔣經國公佈財產」、「要求蔣經國召回在海外子女婿孫等回國居住以示決心與台灣人民共生死」、「釋放所有政治犯」、「委派台灣人擔任軍事、警察首長」、「解除戒嚴令」、「解散中國反共青年救國團」、「要求嘗試透過與蘇聯建交、與中共談判，以突破外交困境」等話題。結果，白雅燦被以「散發傳單、主張與蘇聯建交並與中共貿易、違反基本國策、顯然企圖鼓動叛亂情緒」與其弟弟及印刷商等四人被捕。
1976年1月6日，宋美齡函電蔣經國：

「因白雅燦事件及台灣政論停刊不斷有標題新聞發佈貶詞亦見諸社論此類微言雖產生於此類立委候選人全部落選後之酸葡萄仍將探察處理之免細小貽大一如大陸後期」

1976年2月，白雅燦未經公開審判即以顯然企圖鼓動叛亂被判處無期徒刑，並囚於綠島監獄。印刷傳單廠商周彬文，則被判五年徒刑。此一事件被稱為「白雅燦事件」。
1988年4月，在多個人權團體與立法委員要求下，白雅燦獲釋。1992年，白雅燦曾於台北市參選第二屆立法委員選舉，但僅得到不足一千票而敗北。2018年，參選彰化縣縣長落選。